# Тирниауз
Тирниау́з (карач.-балк. Тырныаўуз, кабард. Тырныауз
) — місто (з 1955 року) в Росії адміністративний центр Ельбруського району Кабардино-Балкарії.

## Населення
Населення міста — 20,1 тис. жителів (2010).
Національний склад (2002 р.): балкарці — 9984 чол. (47,3 %), росіяни — 5343 чол. (25,3 %), кабардинці — 3402 чол. (16,1 %), інші національності — 2363 чол. (11,3 %).

## Опис
Місто розташоване за 89 км на північний захід від Нальчика, на висоті понад 1100 метрів над рівнем моря. Через Тирниауз, долиною річки Баксан проходить автомобільна дорога до підніжжя гори Ельбрус.
Тирниауз з'явився на місці балкарського селища Кірхожан у 1934 р., в зв'язку з розробкою Тирниаузького родовища вольфрамово-молібденових руд, пізніше перейменований в Нижній Баксан, а в 1955 р. з отриманням статусу міста — в Тирниауз (що на балкарській означає «вузька ущелина»).
Містоутворююче підприємство — вольфрамо-молібденовий комбінат (нині непрацюючий).
Після його зупинки населення міста скоротилося на третину.
У місті є стадіон «Труд», що вміщає близько глядачів 2500.
З лютого 2011 року в Тирниаузі діє режим КТО (контр. терористична операція). З 5 листопада режим КТО знятий в Ельбруському і Баксанському районах, але все ще діє в Черекському.

## Населення
| 1939    | 1959    | 1967    | 1970    | 1979    | 1989    | 1992    |
| ------- | ------- | ------- | ------- | ------- | ------- | ------- |
| 3500    | ↗12 800 | ↗17 000 | ↗18 253 | ↗21 050 | ↗30 778 | ↗31 100 |
| 1996    | 1998    | 2000    | 2001    | 2002    | 2003    | 2005    |
| ↘27 400 | ↘26 800 | ↘26 100 | ↘25 700 | ↘21 092 | ↗21 100 | ↘20 500 |
| 2006    | 2007    | 2008    | 2009    | 2010    | 2011    | 2012    |
| ↘20 400 | ↘20 200 | ↘20 100 | ↘20 085 | ↗21 000 | →21 000 | ↘20 781 |
| 2013    | 2014    | 2015    | 2016    | 2017    | 2018    | 2019    |
| ↘20 706 | ↘20 492 | ↗20 544 | ↗20 551 | ↗20 574 | ↘20 566 | ↘20 513 |
| 2020    |         |         |         |         |         |         |
| ↗20 568 |         |         |         |         |         |         |

## Селеві потоки
Час від часу місто потерпає від потужних селевих потоків. У ХХ ст їх було декілька. Останній руйнівний сель — у 2000 р.

## Інтернет-ресурси
- Офіційний сайт міста Тирниауз і Ельбруського району [Архівовано 24 квітня 2009 у Wayback Machine.]
- Тирниауз в енциклопедії «Мой город» [Архівовано 18 липня 2012 у Wayback Machine.]
- Місто в ущелині [Архівовано 5 березня 2016 у Wayback Machine.]